# الكسندر مورغان
الكسندر مورغان (بالإنجليزية: Alexander Morgan)‏ هو دراج أسترالي، ولد في 18 يوليو 1994 في ملبورن في أستراليا.

## وصلات خارجية
- الكسندر مورغان على موقع أرشيف الدراجات (الإنجليزية)
- الكسندر مورغان على موقع إحصائيات الدراجات الإحترافية (الإنجليزية)
- الكسندر مورغان على موقع نسبة الدراجات (الإنجليزية)